# The Silent Tongue (film 1915)
The Silent Tongue (o The Silent Tongues) è un cortometraggio muto del 1915 diretto da Will Louis.

## Produzione
Il film fu prodotto dalla Edison Company.

## Distribuzione
Distribuito dalla General Film Company, il film - un cortometraggio in una bobina - uscì nelle sale cinematografiche USA il 15 settembre 1915.